# Enrique Armand-Ugón
Enrique Clemente Armand-Ugón (Colonia Valdense, Colonia, 10 de agosto de 1893 - Montevideo, 1984) fue un jurista uruguayo que actuó de 1945 a 1951 como Juez de la Suprema Corte de Justicia de Uruguay, de la Corte Suprema de Uruguay y de 1952 a 1961, en el Tribunal Internacional de justicia.

## Biografía
Se graduó como Abogado de la Universidad de la República en Montevideo. Después pasó a ejercer actividades como Juez en los Tribunales de Primera Instancia (a partir de 1920) y en un tribunal de Apelación (a partir de 1938), se convirtió en  1945 en Juez de la Suprema Corte de Justicia del Uruguay. Además, representó a Uruguay en 1931 como Delegado a la duodécima Sesión de la Asamblea general de las Naciones Unidas , así como en 1948 y 1950 fue Jefe de la Delegación de Uruguay en la tercera y quinta Sesión de la Asamblea General de las Naciones Unidas.
En febrero de 1952 pasó a ser Juez de la Corte Internacional de Justicia (CIJ) en La Haya, en las que ocupó diferentes cargos hasta 1961. Además, trabajó en el CIJ de 1962 a 1964, en el Caso Barcelona Traction, Light and Power Company, Limited entre Bélgica y España , a petición de España, como magistrado Ad hoc.

## Obras
- Enrique C. Armand-Ugon. En: Arthur Eyffinger, Arthur Witteveen, Mohammed Bedjaoui: La Cour internationale de Justice 1946-1996. Martinus Nijhoff Publishers, La Haya, Londres, 1999, ISBN 9-04-110468-2, P. 264
- Armand-Ugon, Enrique C. En: Ronald Hilton (Ed.): Who's Who in Latin America. Parte V: Argentina, Paraguay y Uruguay. Tercera Edición corregida y aumentada. Stanford University Press, Stanford, en 1962, ISBN 0-80-470741-3, P. 221
- Biographies del Juges "Ad hoc". M. Enrique Armand-Ugon. En: Ouverture de audiencias dans l'asunto de la Barcelona Traction, Light and Power Company, Limited (Bélgica c.España). Comunicado de prensa 69/4 del Tribunal Internacional de justicia del 11 de septiembre. abril de 1969, (disponible en línea a través de la página Web del CIJ como un Archivo PDF, aproximadamente 442 KB)